# ملعب خوليو غرندونا
استاد خوليو غرندونا (بالإسبانية: Estadio Julio H. Grondona)، وهو ملعب متعدد الاستخدامات في مدينة بيونس أيرس عاصمة الأرجنتين. وهو غالباً ما يستخدم لرياضة كرة القدم، بسبب الشعبية الجارفة لهذه الرياضة في هذه الدولة. ويعتبر هذا الملعب هو مقر نادي أرسنال ساراندي الأرجنتيني لكرة القدم، وأما عن استيعاب الملعب فيضم قرابة الـ 16.000 متفرج.